# Небы
«#Небы» — пятый студийный альбом украинско-российской певицы Ёлки. Был записан в течение нескольких лет. Выпущен на лейбле Velvet Music 17 февраля 2015 года. На физических носителях диск вышел 25 февраля 2015 года. В ноябре состоялась презентация альбома в московском концертном зале Crocus City Hall. Вошёл в список 20 самых продаваемых альбомов 2015 года. Треки на альбоме выдержаны в жанре поп. Продюсерами альбома выступили Лев Трофимов, Алёна Михайлова и Лиана Меладзе. Диск содержит 14 композиций, написанных различными авторами .

## Предыстория
В 2011 году вышел альбом «Точки расставлены», первый после ухода певицы от продюсера Влада Валова на лейбл Velvet Music. После большого успеха альбома Ёлка начала записывать материал для следующего студийного альбома. В начале 2012 года певица заявила, что планирует представить свой новый альбом в середине того же года.
20 апреля состоялся концерт Ёлки в новом зале «Север» спортивного комплекса «Олимпийский». В ходе концерта Ёлка представила две новые композиции — «Выше» («Лети, Лиза») и «Хочу». «Хочу» была выпущена в качестве сингла 18 сентября и вошла в саундтрек к фильму «Любовь с акцентом». Позже был выпущен дебютный концертный альбом певицы, «Негромкий концерт», содержащий в себе несколько живых выступлений, в том числе «Хочу» и «Лети, Лиза». В июне 2013 года Ёлка представила песню «Тело офигело», впоследствии выпущенную в качестве сингла. В сентябре в качестве сингла была выпущена ранее вышедшая песня «Лети, Лиза», а также музыкальное видео на неё.
Релиз следующей песни «Ты знаешь» состоялся в феврале 2014 года. Песня получила хорошие отзывы критиков и завоевала большую популярность. Музыкальное видео на сингл снималось около полугода на камеры обычных смартфонов. В апреле была представлена песня «Всё зависит от нас», ставшая саундтреком к фильму Карена Оганесяна «Подарок с характером». В конце мая состоялся большой концерт Ёлки в московском ночном клубе Ray Just Arena, в рамках которого были представлены четыре новые композиции: «Моревнутри», «Прохожий», «Нарисуй мне небо» и «Прекрасна» (на русском). 7 июля песня «Нарисуй мне небо» была выпущена в качестве сингла для цифровой загрузки. 27 января 2015 года был открыт предварительный заказ альбома «#Небы». В течение месяца до полного релиза пластинки в iTunes загружались треки с альбома. 17 февраля альбом был выпущен. На физическом носителе пластинка начала выпускаться с 25 февраля. 10 апреля в продажу поступили грампластинки «#Небы».
19 сентября песня «Моревнутри» была выпущена в качестве сингла, а также стала саундтреком к фильму Резо Гигинеишвили «Без границ». 22 сентября было представлено музыкальное видео на песню. 25 ноября состоялась презентация альбома «#Небы» в московском концертном зале Crocus City Hall.

## Критика
| Оценки критиков | Оценки критиков |
| Источник        | Оценка          |
| --------------- | --------------- |
| InterMedia      | [ 2 ]           |
| Гуру Кен        | [ 3 ]           |

#небы — именно с таким хештегом певица выкладывает свои фотографии неба, сделанные во время путешествий.
Иногда, просто пальцем в небо, человек присылает песню, а она идеально на меня ложится. Мы открываем охоту на автора, находим, а дальше я всё отдаю в руки своих волшебников, разбирающихся в этом много лучше, чем я. Но бывает случаи, когда виден потенциал, но человек не до конца понял, что я есть. О чём я хочу петь, а о чём не хочу.
Рецензент из InterMedia Алексей Мажаев оценил альбом в 4 из 5 звезд, отметив, что название альбома предназначено для способных оценить красивое и необычное. Также, Мажаев добавил: «Сам альбом доказывает, что при вере в себя и правильной работе можно „пробить“ в мейнстрим и самые независимые жанры». Гуру Кен оценил альбома на 9 из 10 баллов, назвав его «абсолютно гармоничным, цельным и первоклассным», заверив, что он будет очень успешным. Также, критик сказал, что «#Небы» идёт в обход с прошлым релизом певицы, «Точки расставлены», «превзойти который невозможно». Сергей Мудрик с сайта Звуки.ру отметил, что голос Ёлки является главным достоинством её пластинок, отметив, что материал для диска подбирается тщательней, чем это было с предыдущим альбомом, а также сказал:
Баланс между формой и содержанием сдвинут в сторонку вокала не так сильно, как на поздних работах с Валовым, песенный материал под артиста всё-таки подбирается куда тщательнее сейчас, чем тогда. И тем не менее, львиная доля удовольствий от "#небов" — это ловля оттенков и интонаций в вокале певицы.

## Список композиций
Данные взяты из буклета альбома.
| №                   | Название                         | Текст песни           | Музыка                           | Длительность |
| ------------------- | -------------------------------- | --------------------- | -------------------------------- | ------------ |
| 1.                  | «Нарисуй мне небо»               | А. Дулов, Т. Нотман   | А. Дулов                         | 4:01         |
| 2.                  | «Хочу»                           | T. Rush               | T. Rush                          | 3:38         |
| 3.                  | «Тело офигело»                   | Е. Солодовников       | Е. Солодовников                  | 3:51         |
| 4.                  | «Одна»                           | К. Бакшук             | К. Бакшук                        | 3:27         |
| 5.                  | «Всё зависит от нас»             | А. Ракитин            | А. Ракитин                       | 4:01         |
| 6.                  | «Ты знаешь» (совместно с Burito) | И. Бурнышев           | И. Бурнышев, И. Бледный          | 3:09         |
| 7.                  | «Лети, Лиза»                     | Е. Солодовников       | Е. Солодовников                  | 3:33         |
| 8.                  | «Прохожий»                       | А. Ракитин            | А. Ракитин                       | 5:01         |
| 9.                  | «Этажи»                          | А. Верлин             | А. Верлин                        | 3:49         |
| 10.                 | «Прекрасна»                      | А. Положинский        | А. Положинский                   | 3:35         |
| 11.                 | «Домой»                          | А. Беляев, А. Шалимов | Е. Бардаченко (Jay), О. Устинова | 3:19         |
| 12.                 | «Пара»                           | Н. Ровков             | Н. Ровков                        | 3:22         |
| 13.                 | «Моревнутри»                     | А. Беляев             | Е. Бардаченко (Jay)              | 3:56         |
| 14.                 | «Новое небо»                     | Р. Дакота             | Р. Дакота                        | 4:24         |
| Общая длительность: | Общая длительность:              | Общая длительность:   | Общая длительность:              | 53:15        |

## Издания альбома
По данным сайта Discogs
| Страна  | Дата            | Лейбл        | Формат | Каталог    |
| ------- | --------------- | ------------ | ------ | ---------- |
| Россия  | 17 февраля 2015 | Velvet Music | CD     | CD-M+332-9 |
| Россия  | 10 апреля 2015  | Velvet Music | LP     | —          |
| Украина | 17 февраля 2015 | Moon Records | CD     | MR 5726-2  |